# Зелёный Дуб (Морозовичский сельсовет)
Зелёный Дуб (бел. Зялёны Дуб) — посёлок в Морозовичском сельсовете Буда-Кошелёвского района Гомельской области Белоруссии.

## География

### Расположение
В 7 км на юг от районного центра и железнодорожной станции Буда-Кошелёвская (на линии Жлобин — Гомель), 45 км от Гомеля.

### Гидрография
На севере река Уза (приток реки Сож). На востоке мелиоративный канал.

## Транспортная сеть
Транспортные связи по просёлочной, затем автомобильной дороге Буда-Кошелёво — Гомель. Планировка состоит из прямолинейной меридиональной улицы, застроенной двусторонне деревянными домами усадебного типа.

## История
Основана в начале XX века переселенцами с соседних деревень. Наиболее активная застройка приходится на 1920-е годы. В 1929 году организован колхоз. 8 жителей деревни погибли на фронтах Великой Отечественной войны. В 1959 году в составе совхоза «Морозовичи» (центр — деревня Морозовичи).

## Население

### Численность
- 2004 год — 66 хозяйств, 183 жителя.

### Динамика
- 1959 год — 113 жителей (согласно переписи).
- 2004 год — 66 хозяйств, 183 жителя.